# Rebecca Schull
Rebecca Schull (New York, 22 de febrero de 1929) es una actriz y actriz de voz estadounidense que trabaja en televisión.

## Filmografía

### Pelìculas
- Yo, de Paula Brobiz (1940)
- Flannel Pajamas, de Jeff Lipsky (2006) - Elizabeth

### Televisión
- Wings - sitcom (1990-1997) - Fay Cochran
- Damages - serie de televisión (2010)
- Suits - serie de televisión, 9 episodios (2011-2012) - Edith Ross
- Crisis in Six Scenes - serie de televisión, 6 episodios (2016) - Rose